# شهيد أحمد
شهيد أحمد (15 أغسطس 1988 في باكستان) هو لاعب كرة قدم باكستاني في مركز الوسط. شارك مع منتخب باكستان لكرة القدم. أما مع النوادي، فقد لعب مع نادي كي أر إل وPakistan Army F.C. ‏.

## وصلات خارجية
- شهيد أحمد على موقع قاعدة بيانات كرة القدم.إي يو (الإنجليزية)
- شهيد أحمد على موقع ناشيونال فوتبول تيمز (الإنجليزية)
- شهيد أحمد على موقع GSA (الإنجليزية)